# Umčari
Umčari (cyr. Умчари) – wieś w Serbii, w mieście Belgrad, w gminie miejskiej Grocka. W 2011 roku liczyła 2699 mieszkańców.